# بهونگ
بهونگ (به انگلیسی: Bhong) یک منطقهٔ مسکونی در پاکستان است که در پنجاب واقع شده‌است.